# Motya murora
Motya murora är en fjärilsart som beskrevs av Dyar 1914. Motya murora ingår i släktet Motya och familjen trågspinnare. Inga underarter finns listade i Catalogue of Life.